# Unió Mallorquina
Unió Mallorquina (Unión Mallorquina en castellano) fue un partido político cuyo ámbito de actuación era la isla balear de Mallorca (España). Su ideología era liberal y se definía como nacionalista. Pertenecía a la Internacional Liberal y al Partido Europeo Liberal Demócrata Reformista. El 28 de febrero de 2011 anunció su disolución debido a los numerosos casos de corrupción y su transformación en Convergència per les Illes.

## Historia
Fue fundada en octubre de 1982 como continuación en Mallorca del partido centrista  Unión de Centro Democrático (UCD), entonces en plena descomposición y que había sido hegemónico en la isla en las elecciones de 1979, tanto en las  generales, como en las  insulares, en las que con el 48% de los votos la UCD había obtenido 15 de los 22 consejeros del Consejo Insular de Mallorca. El principal impulsor fue Jeroni Albertí Picornell, entonces Presidente del Consejo Insular.
El primer congreso del partido tuvo lugar en marzo de 1983. Este mismo año, en mayo, concurrió a las primeras elecciones al Parlament balear. Unió Mallorquina obtuvo seis diputados en el Parlamento y seis consejeros en el Consejo Insular de Mallorca. Ante el empate entre Coalición Popular y el PSOE tanto en el Parlamento (21 diputados cada uno) como en el Consejo (once consejeros por partido), Unión Mallorquina apoyó a los conservadores para permitir la elección de Gabriel Cañellas como presidente balear. A cambio, Coalición Popular puso a Albertí como presidente de nuevo del Consejo. En el 1985 se celebró el segundo congreso del partido. Durante esta primera etapa del partido, Unió Mallorquina estuvo vinculada al Partido Demócrata Liberal de Antonio Garrigues Walker. En noviembre de 1984, tanto el PDL como UM participaron en la creación del Partido Reformista (PRD). Sin embargo los resultados del PRD en las elecciones de 1986 fueron muy malos (en Baleares, la lista del PRD obtuvo 24.379 votos, un 7,20%, quedando en cuarto lugar y sin obtener representación), lo que llevó a su desaparición. Aunque el PRD no sobrevivió a la experiencia, sí lo hizo UM.
En las siguientes elecciones, las de 1987, la situación fue muy similar a la de 1983, si bien UM, ante la competencia del Centro Democrático y Social experimentó una pérdida de unos 17.000 votos y dos parlamentarios. Sin embargo, aunque la coalición Alianza Popular - Partido Liberal subió en votos y escaños en comparación con las anteriores elecciones (13 consejeros de 33 en el Consejo Insular y 25 de 59 en el Parlamento), no fue suficiente para obtener mayoría absoluta. En esta situación, Unión Mallorquina dio de nuevo su apoyo a AP-PL permitiendo a Cañellas seguir al frente del Gobierno Balear, con UM participando en el gobierno, en tanto que el candidato popular Joan Verger se convertía en el presidente del Consejo de Mallorca. Jeroni Albertí se convierte en presidente del Parlamento.
En el congreso de Inca de 1989 Jeroni Albertí renuncia a presentarse a la reelección como presidente del partido, saliendo elegido el entonces Alcalde de Inca Antoni Pons Sastre, entrando el partido en una situación de crisis interna que desemboca en una coalición electoral con el PP para presentarse a las elecciones autonómicas y municipales de 1991.
En 1992 fue elegida presidenta del partido Maria Antònia Munar, cargo que ostentó hasta 2007.
Al 1993 se produjo la fusión con el Unión Independiente de Mallorca y con Convergencia Balear. Al 1999 se alió con Independientes por Menorca. En 2002 se firmó un acuerdo de colaboración política entre 'Unió Mallorquina' y Unión Centristes de Menorca.
Unió Mallorquina era, junto con Convergencia Democrática de Cataluña y el Partido Liberal de Andorra, miembro de la Internacional Liberal desde el año 2003. El presidente de la formación fue, desde el congreso extraordinario celebrado el 11 de julio de 2009, en Artá, Miquel Àngel Flaquer, que sucedió a Miquel Nadal i Buades, exvicepresidente del Consejo Insular de Mallorca, exteniente de alcalde de Palma, regidor de la capital y consejero de Turismo del Gobierno de las Islas Baleares de Francesc Antich (PSOE).
A pesar de ser un partido regionalista de derecha ha apoyado gobiernos centristas del PP (1987-1991) y de la izquierda plural, presidido por el socialista Francesc Antich, que desalojó en 1999 al PP del gobierno balear. Con diferentes soportes ha ocupado la presidencia del Consejo Insular de Mallorca desde 1995.
En las elecciones locales y autonómicas de 2007 obtuvo 31.689 votos (7,45% en el conjunto del archipiélago balear), lo que se tradujo en 88 concejales. En el Parlamento de las Islas Baleares obtuvo 28.082 votos (6,75% en el conjunto), lo que se tradujo en 3 escaños. en el Consejo Insular de Mallorca obtuvo también 3 consejeros, con 33.066 (9,89% de los votos en la isla de Mallorca).
La noche del 28 de febrero de 2011, siendo presidente Josep Melià Ques, ante la presión de haber sido detenidos tres altos cargos, forzó que el Consejo Político de UM aprobara la disolución del partido.
En 2024 algunos antiguos dirigentes han anunciado su reactivación. Quieren dejar atrás la imagen de corrupción que arrastra y ocupar el espacio del centro político.

## Ideología
Según figuraba en sus estatutos, UM era un partido político  nacionalista, que se declaraba heredero del  mallorquinismo político entendido como la tradición histórica del pensamiento político  mallorquinista, y con vocación de centralidad. Se definía como democrático, participativo, plural, aconfesional,  humanista, de ideología  liberal y de carácter centrista. Tenía como objetivo político fundamental el progreso de la sociedad, el desarrollo integral y bienestar de las personas a partir de la libertad, el equilibrio social, la justicia y la solidaridad.

## Resultados electorales

### Elecciones al Parlamento de Baleares
|  | 18.38 % |

|  | 10.94 % |

|  | 6.51 % |

|  | 9.07 % |

|  | 9.19 % |

|  | 8.37 % |

### Elecciones alConsejo Insular de Mallorca
| Elecciones | Candidato           | Votos  | %               | Escaños | ± | Posición | Resultado                |
| ---------- | ------------------- | ------ | --------------- | ------- | - | -------- | ------------------------ |
| 2007       | Maria Antònia Munar | 33.357 | \| \| 9.91 % \| | 3/33    | a | 3.º      | Coalición con PSOE y BpM |
|            | 9.91 %              |        |                 |         |   |          |                          |

a Respecto al resultado obtenido en 2003, cuando los diputados del pleno eran elegidos de la misma candidatura presentada por cada partido a la circunscripción de Mallorca para las elecciones al Parlamento de las Islas Baleares. 
- Elecciones autonómicas españolas de 1983: 45.696 votos

Diputados en Parlamento de las Islas Baleares: Antonio Rosas Juaneda, Pedro Gonzalo Aguiló Fuster, Maria Antònia Munar Riutort, José María Lafuente López , Jeroni Albertí Picornell y Pedro Pablo Marrero Henning.
- Elecciones municipales de 1983: 48.000

- Elecciones generales de 1986 Congreso: 24379 (con el nombre de Partido Reformista Democrático)

- Elecciones generales de 1986 Senado: 40.150 (con el nombre de PRD)

- Elecciones autonómicas de 1987: 30.247

Diputados en Parlamento de las Islas Baleares: Jeroni Albertí Picornell, Maria Antònia Munar, Guillermo Vidal Bibiloni, Miquel Pascual Amorós
- Elecciones municipales de 1987: 32.000

- Elecciones generales de 1989: No se presentó.

- Elecciones autonómicas de 1991: En coalición con el Partido Popular.

- Elecciones municipales de 1991: En coalición con PP.

- Elecciones generales de 1993 - Congreso: 10.053
- Elecciones generales de 1993 Senado: 24.450

- Elecciones autonómicas de 1995: 19.928 votos

Diputados del Parlamento de las Islas Baleares: Maria Antònia Munar Riurort y Antoni Pascual Ribot.
- Elecciones municipales de 1995: 22.000 votos

- Elecciones europeas de 1994: 7.625

- Elecciones generales de 1996 - Congreso: 6.943
- Elecciones generales de 1996 - Senado: 10.381

- Elecciones autonómicas de 1999: 26.544

Diputados en Parlamento de las Islas Baleares: Maria Antònia Munar, Antoni Pascual Ribot, Miquel Nadal Buades (iniciales) Maximiliano Carlos Morales Gómez .
- Elecciones municipales de 1999: 28.420

- Elecciones europeas de 1999: 20.109

- Elecciones Generales 2000 - Congreso: 8.372
- Elecciones Generales 2000 - seen: 26.275

- Elecciones autonómicas de 2003: 31.723

Diputados al Parlamento de las Islas Baleares: Maria Antònia Munar, Miquel Nadal Buades y Dolça Mulet Dezcallar.
- Elecciones municipales de 2003: 33.144

- Elecciones generales de 2004 - Congreso: 10.558

- Elecciones generales de 2004 - Senado: Miquel Riera 12.445 y Dolça Mulet Dezcallar 14.293

- Elecciones europeas de 2004: 8.120

- Elecciones autonómicas de 2007: 28.082

Diputados en Parlamento de las Islas Baleares: Maria Antònia Munar Riutort, Bartomeu Vicens Mir, Catalina Julve Caldentey (iniciales) Isabel Alemany, Josep Melià Ques, María Antonia Sureda.
- Elecciones al Consejo de Mallorca: 33.066

Consejeros electos: Maria Antònia Munar, Antoni Pascual Ribot, Dolça Mulet Dezcallar (iniciales), Miquel Àngel Flaquer Terrasa, María Vanrell Nicolau, Miguel Àngel Grimalt Vert.
- Elecciones municipales de 2007: 35.000

- Elecciones generales de 2008 - Congreso: En coalición con Unidad por las Islas. 25576

- Elecciones Europeas de 2009: 9.735

Durante su historia Unió Mallorquina ha conseguido cerca de 700.000 sufragios.

## Organización
El Congreso es el órgano soberano del partido y tiene la máxima representación de este según los estatutos aprobados en todos los congresos. Los acuerdos y resoluciones aprobados por el Congreso tendrán carácter vinculante para todos los órganos y miembros de Unió Mallorquina. El congreso está compuesto por:
a) todos los afiliados, o por todos sus compromisarios, expresamente elegidos, sobre la base de criterios de proporcionalidad, de acuerdo con su reglamento.
b) los miembros del Consejo Político.
(Artículo 27).
El Consejo Político era el máximo órgano entre Congresos. Le corresponden las más altas facultades de dirección, salvo las que expresamente corresponden al Congreso. Estaba integrado por presidente, el secretario general, los miembros electos y los miembros natos.
(Artículo 31)
Las competencias son:
• cuidar el cumplimiento de los acuerdos y líneas políticas decididas por el Congreso
• Impulsar la actuación general del partido y recibir información y propuestas del Consejo Ejecutivo
• Decidir en última instancia los conflictos entre órganos de partido o entre los afiliados y cualquiera de estos órganos
• Ratificar el presupuesto del partido y la revisión de cuentas del ejercicio anterior que le presentará el comité ejecutivo
• Sancionar las coaliciones y acuerdos electorales, parlamentarios, o gobierno pactados por el comité ejecutivo del partido.
• Adoptar resoluciones reglamentarias en materia de conflictos y disciplina
• aprobar el reglamento de cada congreso
• Ratificar las listas de candidatos aprobadas por el Comité Ejecutivo en las elecciones generales, europeas, autonómicas y locales
• Establecer líneas generales de política electoral del partido
• Elegir los 5 miembros del comité de disciplina del partido
• Elegir los 5 miembros de la comisión de finanzas del partido
• Elegir de entre sus miembros por votación electo y secreta los miembros del comité Ejecutiva
• Elaborar su propio reglamento de funcionamiento
• Llevar a cabo todo lo que le encomiende el Congreso
Levantaba acta, que se sometía a votación, de lo acordado durante el Consejo Político.
El Comité ejecutivo (Ejecutiva) es el órgano ejecutor del Consejo Político. Está integrado por el presidente del partido, el secretario general y 9 miembros elegidos por el Consejo Político de entre sus miembros en votación secreta.
Sus funciones eran repartidas entre sus miembros de acuerdo a criterios de operatividad. Las competencias eran:
• Organizar y dirigir el partido a nivel interno, fijando su también la estructura administrativa y los servicios permanentes a iniciativa de la propia ejecutiva o del secretario general.
• Tener relaciones con otros grupos políticos y sociales
• Ostentar la representación del partido
• Autorizar cualquier pacto político con otras fuerzas políticos
• Aprobar los programas electorales del Partido
• Sancionar los reglamentos de organización y funcionamiento de los comités locales
• Aprobar el propio reglamento de funcionamiento
• Gestión patrimonial y financiera del partido
• Interpretar los estatutos
• Realizar todas aquellas actividades y funciones adecuadas para la consecución de los objetivos del partido y que no estén atribuidas a otros órganos, así como fijar el ámbito territorial de actuación
• Aprobar la adquisición de toda clase de bienes muebles e inmuebles destinados al cumplimiento de los fines estatutarios.
(Artículo 36).
Se reunía una vez al mes de manera ordinaria y se fijaba un orden del día. El convocaba el presidente del partido. Extraordinariamente se podía convocar bajo la petición ⅓ parte de sus miembros. Si había ausencia del Presidente el sustituía el secretario general, y si este también estaba ausente el miembro de mayor edad de la ejecutiva (Artículo 37).
La Comisión de Disciplina estaba integrado por 5 vocales elegidos por el Consejo Político mediante candidaturas uninominatives, se podía votar un máximo de 3 candidatos para cada elector y eran elegidos los candidatos que sumen mayor número de votos, en votación directa y secreta.
La convocatoria era acordada por el Comité Ejecutivo Los miembros de la Comisión de Disciplina eran incompatibles con cualquier otro cargo de partido. Los miembros de esta comisión elegían de entre ellos un responsable que asumía la presidencia(artículo 43).
La Comisión de Finanzas estaba integrada por 5 vocales elegidos por el Consejo Político, en la misma forma prevista para la Comisión de Disciplina (artículo 44).
Era competencia de esta comisión La revisión anual de las cuentas de Unió Mallorquina. Informaba al Comité Ejecutivo cada vez que lo solicitaba y como mínimo una vez al año.

## Régimen Económico Administrativo
El patrimonio del partido lo constituyen todos los bienes muebles e inmuebles, cuentas corrientes y depósitos de los que sea titular pudiendo adquirir bienes de toda clase de conformidad con las leyes y sus estatutos.
Los recursos económicos provenían:
a) de las cuotas periódicas de los afiliados. El consejo Político podía revisar la cantidad económica de la que estaban obligados todos los afiliados.
b) cuotas extraordinarias acordadas por el Consejo Político para poder cubrir los gastos de carácter extraordinario.
c) el rendimiento de bienes o venta de otros productos del partido.
d) de las subvenciones, legados y donaciones que se produzcan a favor del partido
e) del porcentaje que se establezca sobre los haberes percibidos de los cargos públicos del partido
(artículo 50 de los Estatutos aprobados en el Noveno Congreso y artículo 53 de los Estatutos aprobados en el Quinto Congreso)
El Comité Ejecutivo presentará al Consejo Político la revisión de cuentas del ejercicio anterior, informadas por la comisión de finanzas, y el proyecto de presupuestos anuales para que este lo apruebe o rechace. (artículo 51).
El partido tenía un libro de actas, un libro de cuentas y un libro de socios.

## Juventudes del partido
Históricamente, desde 1986, la juventud de Unió Mallorquina fue Jóvenes de Unió Mallorquina (Jum), hasta el año 1995 en que esta organización se fusionó con Juventud Nacionalista de las Islas  (JNI) para pasar a llamarse Juventud Nacionalista de Mallorca (JNM).

## Presidentes de Unió Mallorquina
- Jeroni Albertí Picornell (1982 - 1989)
- Antoni Pons Sastre (1989 - 1992)
- Maria Antònia Munar y Riutort (1992 - 2007)
- Miquel Nadal i Buades (2007 - 2009)
- Miquel Àngel Flaquer Terrasa (11 de julio de 2009 - 22 de diciembre de 2009)
- Joan Monjo Estelrich, interinamente (22 de diciembre de 2009 - 25 de enero de 2010)
- Josep Melià Ques (desde el 25 de enero de 2010)

## Secretarios Generales
- Pedro Juan Morey
- Josep Maria Busquets
- Antoni Pascual Ribot
- Bartomeu Vicens Mir
- Damià Nicolau Ferrà (2003 - 2007 y 11 de julio de 2009 - 22 de diciembre de 2009)
- Miquel Ferrer Viver (2007 - 2009)
- Joan Monjo Estelrich (desde el 25 de enero de 2010)

## Candidatos a la Presidencia del Gobierno
- 1983: Jeroni Albertí Picornell
- 1987: Jeroni Albertí Picornell
- 1991: No presentaron canditato propio
- 1995: Maria Antònia Munar y Riutort
- 1999: Maria Antònia Munar y Riutort
- 2003: Maria Antònia Munar y Riutort
- 2007: Maria Antònia Munar y Riutort

## Diputados y Consejeros
- Jeroni Albertí Picornell
- Pedro Pablo Marrero
- José María Lafuente
- Pedro Gonzalo Aguiló
- Antonio Rosas
- Maria Antònia Munar
- Guillermo Vidal
- Antoni Pascual Ribot
- Miquel Nadal Buades
- Maximiliano Morales Gómez
- Bartomeu Vicens Mir
- Dolça Mulet Dezcallar
- Catalina Julve Caldentey
- Josep Melià Ques
- Isabel Alemany
- María Antonia Sureda
- Miquel Àngel Grimalt Vert
- Mateu Cañellas Martorell
- Francesc Buils Huguet
- Miguel Ángel Borràs Llabrés
- Joan Cerdà Rull
- Rafael de Lacy Fortuny
- Josep Melià Ques
- Miquel Riera
- Josefina Sintes
- Mateo Sedano Vidal
- Antoni Borràs Llabrés
- Fernando Trujillo Zaforteza

## Alcaldes
- Juan Pascual Amorós (Capdepera 1983 - 1991)
- Pedro Pujol Puigserver (Santa Eugenia 1893)
- María Vanrell Nicolau (Lloret de Vista Alegre 1983)
- Antoni Pons (Inca 1983 - 1991)
- Juan Vallespir (Escorca 1983)
- Juan Barceló Matas (San Juan 1983 - 1987)
- Maria Antònia Munar (Costich 1983 - 2007)
- Jaime Alós (Santa Margarita 1983 - 1991)
- Guillermo Vidal (Marrachí 1983)
- Antoni Roig Cirer (Sancellas 1987)
- Juan Barceló Mesquida (San Juan 1987 - 1991)
- Jaume Tomàs (Bañalbufar 1987)
- Bartolomé Vidal Coll (Santa Eugenia 1987)
- Juan Muntaner Marroig (Valdemosa 1987)
- Guillermo Llabrés (Llubí 1987)
- Gabriel Pocoví (Manacor 1987)
- Antoni Pascual Ribot (Ariañy 1987 - 2007)
- Miguel Rigo Vicens (Las Salinas 1987 - 1991)
- Antonio Arbona Colom (Sóller 1987 - 1991)
- Jaume Martorell (Porreras)
- Isabel Alcover (Sóller)
- Antoni Nicolau Nicolau (Villafranca de Bonany 1990 - 1991 y 2010 - 2011)
- Miguel Amengual (Búger 1999 - 2007)
- Guillem Ginard Sala (Campos 2007 - 2010)
- Rafael Gili Sastre (Artá 2003 - 2007)
- Margalida Miquel Perelló (Llubí 1999 - 2003)
- Bernat Bauçà Garau (Porreras 2007 hasta la actualidad)
- Miquel Ferrer Viver (Alcudia 2003 - 2009)
- Miquel Julià Maimó (1999 - 2003)
- Mateo Ferrà Bestard (Bañalbufar 2003 hasta la actualidad)
- Bartomeu Abad Salvà (Las Salinas 2011)
- Miquel Ángel Llompart Hernández (Alcudia 2009 - 2011)
- Joan Cerdà Rull (Pollensa 2003 - 2006)
- Xisco Mulet Jiménez (Valdemosa 2008 - 2010)
- María Teresa Munar Caimari (San Juan)
- Bartomeu Nadal Pozo (Consell).
- Josep Oliver Amengual (Sinéu 1999 - 2005)
- Manolo Patiño Gómez (Búger)
- Jaume Perelló Moragues (Muro)
- Joan Ribot Mayol (Ariañy 2007 - hasta la actualidad)
- Antonio Salas Roca (Costich 2007 - hasta la actualidad)
- Joan Carles Verd Cirer (Sancellas)
- Isabel Alemany Moyà (Andrach)
- Guillermo Ferriol Negro (María de la Salud)
- Miquel Riera (Manacor 1999 - 2003)
- Joan Sastre (Porreras 1999 - 2007)
- Antonio Caldentey Salom (Las Salinas 1999 - 2003)
- Jaime Ribot (Santa Margarita)

## Líderes históricos
- Jeroni Albertí Picornell
- Maximiliano Morales Gómez
- Jaume Riera
- Jorge Dezcallar
- Guillermo Vidal
- Miguel Amengual
- Antoni Pascual Ribot
- Rafael De Lacy Fortuny

## Resultados electorales

### Elecciones al Parlamento Europeo
| Elecciones | Candidatura                                    | Votos atribuibles | Porcentaje (%) |
| ---------- | ---------------------------------------------- | ----------------- | -------------- |
| 1987       | Unió Mallorquina                               | 19.066            | 5,76           |
| 1989       | -                                              | -                 | -              |
| 1994       | Coalición Nacionalista                         | 7.673             | 2,67           |
| 1999       | Coalición Nacionalista - Europa de los Pueblos | 20.155            | 5,71           |
| 2004       | Coalición Europea                              | 8.120             | 3,13           |
| 2009       | Coalición por Europa                           | 9.819             | 3,88           |